# Heidesee
Heidesee è un comune di 7 440 abitanti del Brandeburgo, in Germania.
Non esiste alcun centro abitato denominato «Heidesee»; si tratta pertanto di un comune sparso.

## Storia
Il comune di Heidesee venne creato nel 2003 dalla fusione dei comuni di Dolgenbrodt, Gräbendorf, Gussow, Streganz e Wolzig.

## Geografia antropica

### Suddivisioni amministrative
Il territorio comunale comprende 11 centri abitati (Ortsteil):
- Bindow
- Blossin
- Dannenreich
- Dolgenbrodt
- Friedersdorf
- Gräbendorf
- Gussow
- Kolberg
- Prieros
- Streganz
- Wolzig[senza fonte]

## Società

### Evoluzione demografica
- Sviluppo della popolazione dal 1875 entro gli attuali confini (Linea Blu: Popolazione; Linea puntata: Confronto dello sviluppo della popolazione dello stato del Brandenburgo; Sfondo grigio: Ai tempi del governo nazista; Sfondo rosso: Al tempo del governo comunista)
- Sviluppo recente della popolazione (Linea blu) e previsioni

| Anno | Abitanti |
| ---- | -------- |
| 1875 | 3 760    |
| 1890 | 4 176    |
| 1910 | 4 530    |
| 1925 | 4 745    |
| 1933 | 5 053    |
| 1939 | 5 532    |
| 1946 | 7 152    |
| 1950 | 7 235    |
| 1964 | 6 503    |
| 1971 | 6 403    |
| 1981 | 5 959    |

| Anno | Abitanti |
| ---- | -------- |
| 1985 | 5 828    |
| 1989 | 5 683    |
| 1990 | 5 655    |
| 1991 | 5 593    |
| 1992 | 5 550    |
| 1993 | 5 540    |
| 1994 | 5 717    |
| 1995 | 5 750    |
| 1996 | 5 906    |
| 1997 | 6 130    |

| Anno | Abitanti |
| ---- | -------- |
| 1998 | 6 554    |
| 1999 | 6 598    |
| 2000 | 6 777    |
| 2001 | 6 886    |
| 2002 | 6 947    |
| 2003 | 7 069    |
| 2004 | 7 021    |
| 2005 | 7 035    |
| 2006 | 7 078    |
| 2007 | 7 082    |

| Anno | Abitanti |
| ---- | -------- |
| 2008 | 7 041    |
| 2009 | 7 058    |
| 2010 | 7 039    |
| 2011 | 6 946    |
| 2012 | 6 903    |
| 2013 | 6 864    |
| 2014 | 6 828    |
| 2015 | 6 889    |
| 2016 | 7 071    |
| 2017 | 7 140    |

| Anno | Abitanti |
| ---- | -------- |
| 2018 | 7 140    |
| 2019 | 7 091    |
| 2020 | 7 163    |

Fonti dei dati sono nel dettaglio nelle Wikimedia Commons..